# Blackout (альбом Dropkick Murphys)
Blackout (в пер. с англ. «Массовое отключение электричества в результате аварий в энергосистеме») — четвёртый студийный альбом кельтик-панк-группы Dropkick Murphys выпущенный в 2003 году, издан вместе с DVD-диском, который содержит концертные видео «Rocky Road to Dublin» и «Boys on the Dock», видеоклип на песню «Gonna Be a Blackout Tonight» (кавер композиции Вуди Гатри) и трейлер для предстоящего полноформатного DVD «On The Road With The Dropkick Murphys».

## Об альбоме
Blackout был выпущен в сжатом формате на 10-дюймовом виниле. Он имел пять песен из альбома, а также кавер на песню группы AC/DC «It’s a Long Way to the Top (If You Wanna Rock ’n’ Roll)» который позднее был включён в сборник «Singles Collection, Volume 2». Группа сняла клипы на композиции «Walk Away» и «Gonna Be a Blackout Tonight».
В песне «The Dirty Glass» присутствует женский вокал Стефани Догерти из группы Deadly Sins.
Трек «Time to Go» стал официальным гимном бостонского хоккейного клуба «Бостон Брюинз» и саундтреком к видеоигре 2003 года Tony Hawk's Underground.
Трек «This Is Your Life» стал саундтреком видео игры 2003 года Backyard Wrestling: Don't Try This at Home.
Название «Blackout» — очень популярно. Его также имеют — альбомы Бритни Спирс, X-Fusion, Dominion, Scorpions, песни Muse, Linkin Park, сингл Hail the Villain, британская пост-хардкор группа и персонаж фильма «Трансформеры».

## Похоронный фонд сержанта Эндрю Фаррера
В 2005 году группа выпустила два сингла на CD для семьи сержанта Эндрю K. Фаррера служившего в корпусе морской пехоты США, который был убит 28 января 2005 года в Аль-Анбаре, Ирак во время операции «Иракская свобода». Фаррер, который был большим поклонником Dropkick Murphys, обратился с просьбой к своей семье, что если что-то случится с ним в течение его срока службы, он хотел бы, чтобы песня Пита Сейнт Джонса «The Fields of Athenry» играла на его похоронах. Группа выпустила обновленную версию сингла. Диск также содержал трек «Last Letter Home» («Последнее письмо домой»), которая вошла в следующий альбом группы «The Warrior’s Code» в 2005 году. Все доходы от продажи сингла стоимостью 10 долларов через официальный сайт группы перечислялись в Похоронный фонд Эндрю Фаррера.

## Список композиций
1. «Walk Away» — 2:51
2. «Worker’s Song» (Ed Pickford) — 3:32
3. «The Outcast» — 3:10
4. «The Black Velvet Band» (Traditional, Dropkick Murphys) — 3:03
5. «Gonna Be a Blackout Tonight» (Woody Guthrie, Dropkick Murphys) — 2:39
6. «World Full of Hate» — 2:22
7. «Buried Alive» — 1:57
8. «The Dirty Glass» — 3:38
9. «The Fields of Athenry» (Pete St. John) — 4:24
10. «Bastards on Parade» — 3:50
11. «As One» — 3:01
12. «This Is Your Life» — 3:43
13. «Time to Go» — 2:53
14. «Kiss Me, I’m Shitfaced» — 5:34

## версии для 10-и и 7-идюймового винила
«Blackout 10» (тираж 6000 копий. Первые 250 группа выпустила онлайн и с автографом группы)
Сторона «A»
1. «Walk Away» — 2:51
2. «Buried Alive» — 1:57
3. «Gonna Be a Blackout Tonight» (Woody Guthrie, Dropkick Murphys) — 2:39

Сторона «B»
1. «The Fields of Athenry» (Pete St. John) — 4:24
2. «Bastards on Parade» — 3:50
3. «It’s a Long Way to the Top (If You Wanna Rock ’n’ Roll)» (Ангус Янг, Малькольм Янг, Бон Скотт) — 4:43

«The Fields Of Athenry 7» (тираж 2,000 копий)
1. «The Fields of Athenry»
2. «I’m Shipping up to Boston»
3. «If I Were a Carpenter (Live)»

## Синглы на CD
«Walk Away» (европейский релиз)
1. «Walk Away»
2. «We Got the Power»
3. «Victory»

«The Fields of Athenry» (тираж 600 копий)
1. «The Fields of Athenry»
2. «I’m Shipping up to Boston»
3. «If I Were a Carpenter (Live)»

«The Fields of Athenry Promo (для футбольного матча в Глазго, Шотландия)»
1. «The Fields of Athenry»
2. «Buried Alive»

«Time to Go» (тираж 12,000 копий — релиз для «Бостон Брюинз»)
1. «Time to Go»
2. «The Dirty Glass»

## Участники записи
- Эл Барр — лид-вокал
- Кен Кейси — бас-гитара, вокал
- Мэтт Келли — барабаны, бойран, вокал
- Джеймс Линч — гитара, вокал
- Марк Оррелл — гитара, аккордеон, фортепьяно
- Джо Дилайн — волынка
- Стефани Догерти — вокал в песне «The Dirty Glass»
- Джим Сигел — инженер